# Kilder

NL - Montferland - Wijk 01 Beek - Buurt 01 Kilder

NL - Montferland - Wijk 01 Beek - Buurt 07 Verspreide huizen Kilder

Kilder is een dorp in de gemeente Montferland, gelegen in de Gelderse streek de Liemers. Het was onderdeel van de voormalige gemeente Bergh en heeft 1.505 inwoners (1 januari 2023), waarvan 545 in het buitengebied. Kilder ligt op vijf kilometer ten zuidwesten van Doetinchem en op een kleine tien kilometer ten noorden van 's-Heerenberg, vlak bij het natuur- en bosgebied Bergherbos.

## Geschiedenis
De eerste vermelding van Kilder dateert uit 1340 als het als Killer vermeld wordt in het 'Register op de leenen van het huis Bergh'. In 1397 wordt ten Brync, erf, als boerderijnaam genoemd. Kilder lag in een omgeving met bossen en heidevelden. In 1453 komt het in de leenakten voor als Kylre.
In de 17de eeuw bezat Kilder een landgoed met een huis dat de naam 't Loo droeg, of Arend Sommelingsgoed genoemd werd naar de eerste pachter. Men noemde het wel een havezate of kasteel. In de eerste helft achttiende eeuw was Johan van Marie, een broer van de landdrost van Bergh, heer van de havezate't Loo; hij was landschrijver van het graafschap Bergh. Het huis is in 1856 gesloopt. Het landgoed is in in 1921 geveild en versnipperd.
Kilder behoorde oorspronkelijk tot het kerspel Zeddam. In 1886 werd het met de bouw van de St. Janskerk een zelfstandige parochie. In 1891 kreeg het zijn eerste school.

## Bezienswaardigheden
- De kerk van Sint-Jan de Doper in Kilder is een neogotisch gebouw uit 1885-1886, ontworpen door Alfred Tepe. De glas-in-loodramen van de kerk zijn ontworpen door de franciscaanse pater Humbert Randag. Voor de kerk staat een Heilig Hartbeeld uit 1926.
- Van de openbare lagere school die in 1893 is ontworpen door Hendrik Ovink uit Doetinchem resteert alleen het woonhuis. Dit is een gemeentelijk monument.
- De Rembrandtmolen.
- Hagelkruis van Kilder

## Foto's

### Rijksmonumenten
Kilder telt twee objecten ingeschreven in het rijksmonumentenregister:

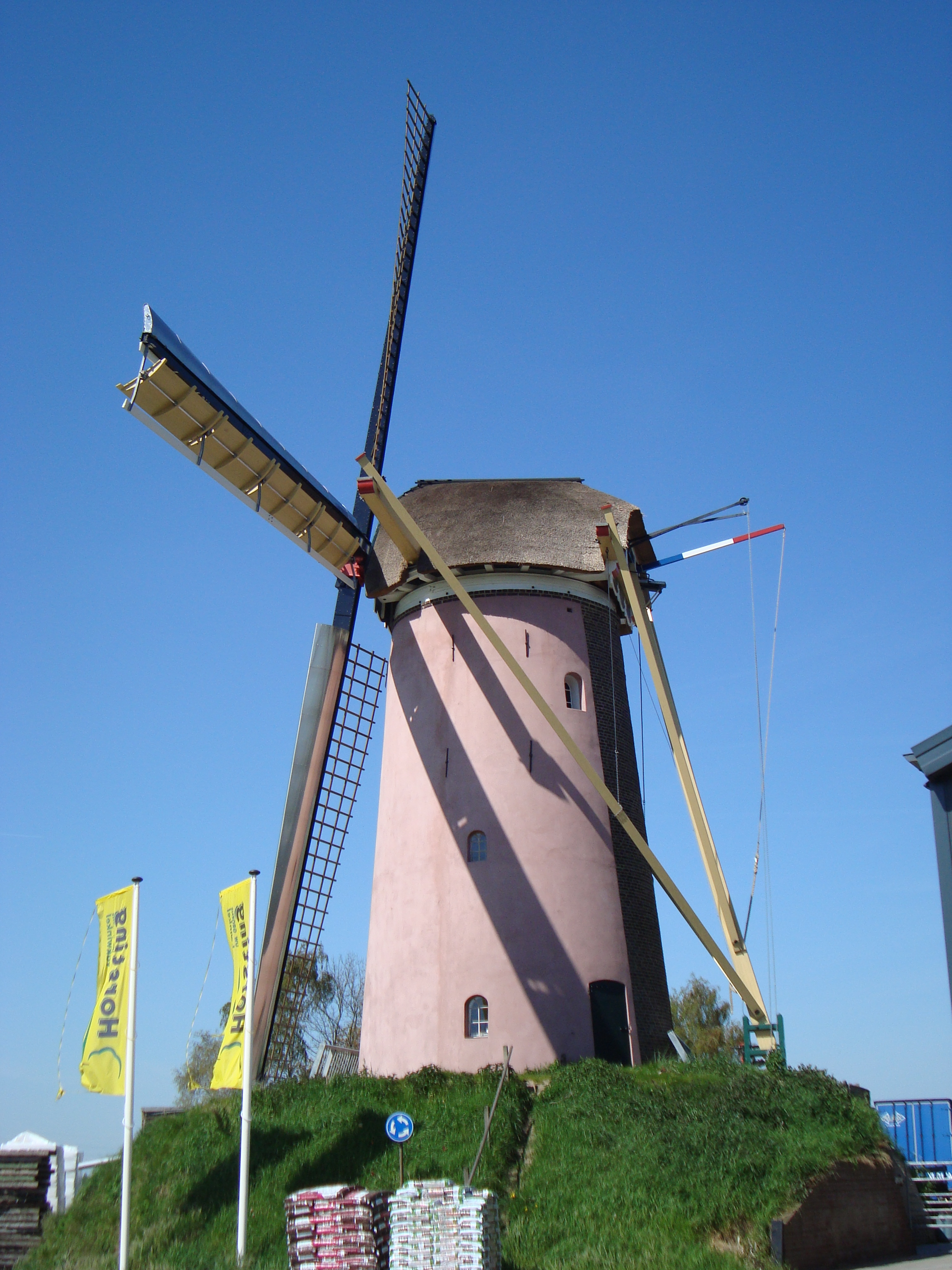
Kilder, de Rembrandtmolen
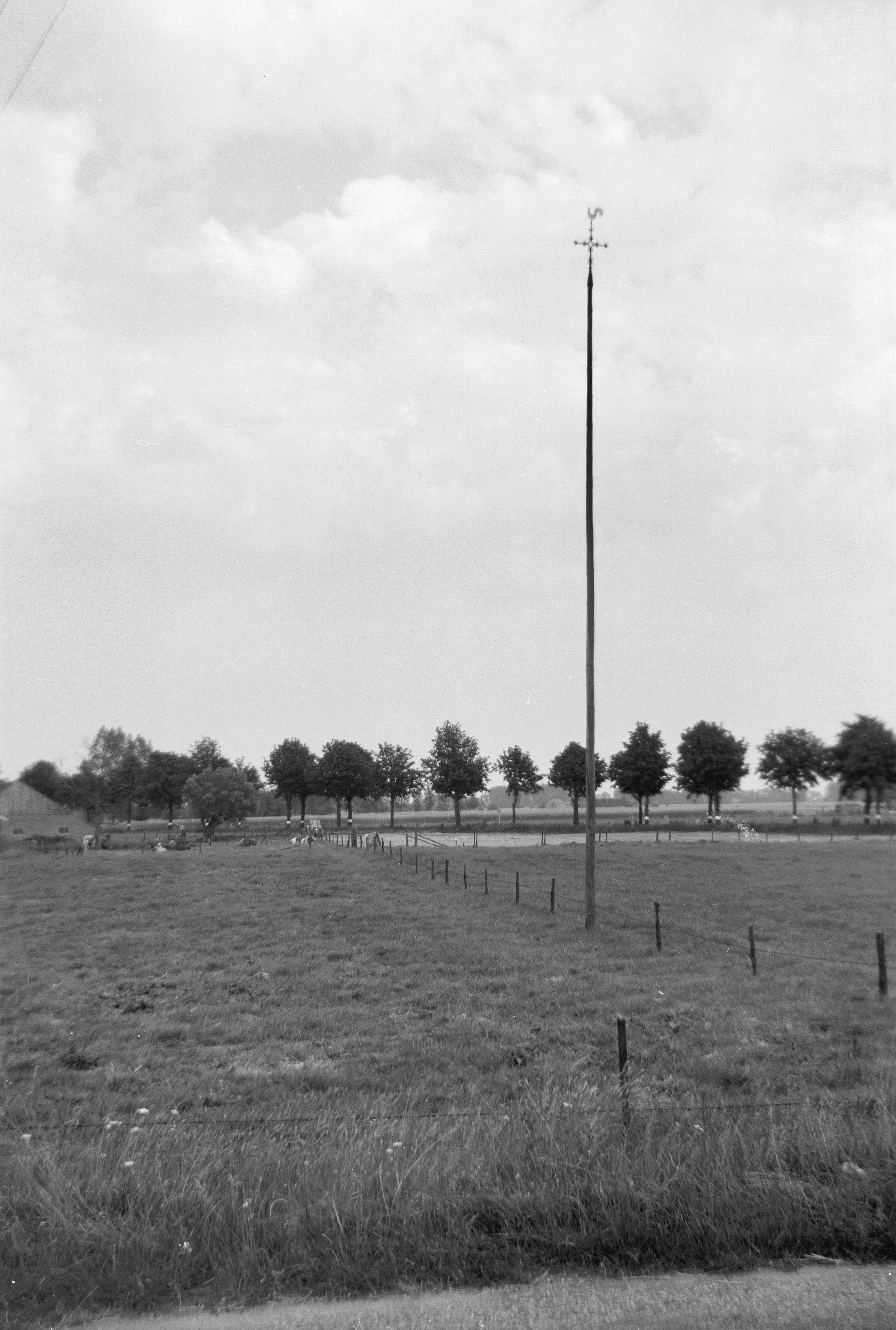
Hagelkruis bij splitsing Zeddam-Doetinchem-Beek - Kilder (1965)

### Gemeentelijke monumenten
Kilder kent vijf gemeentelijke monumenten:

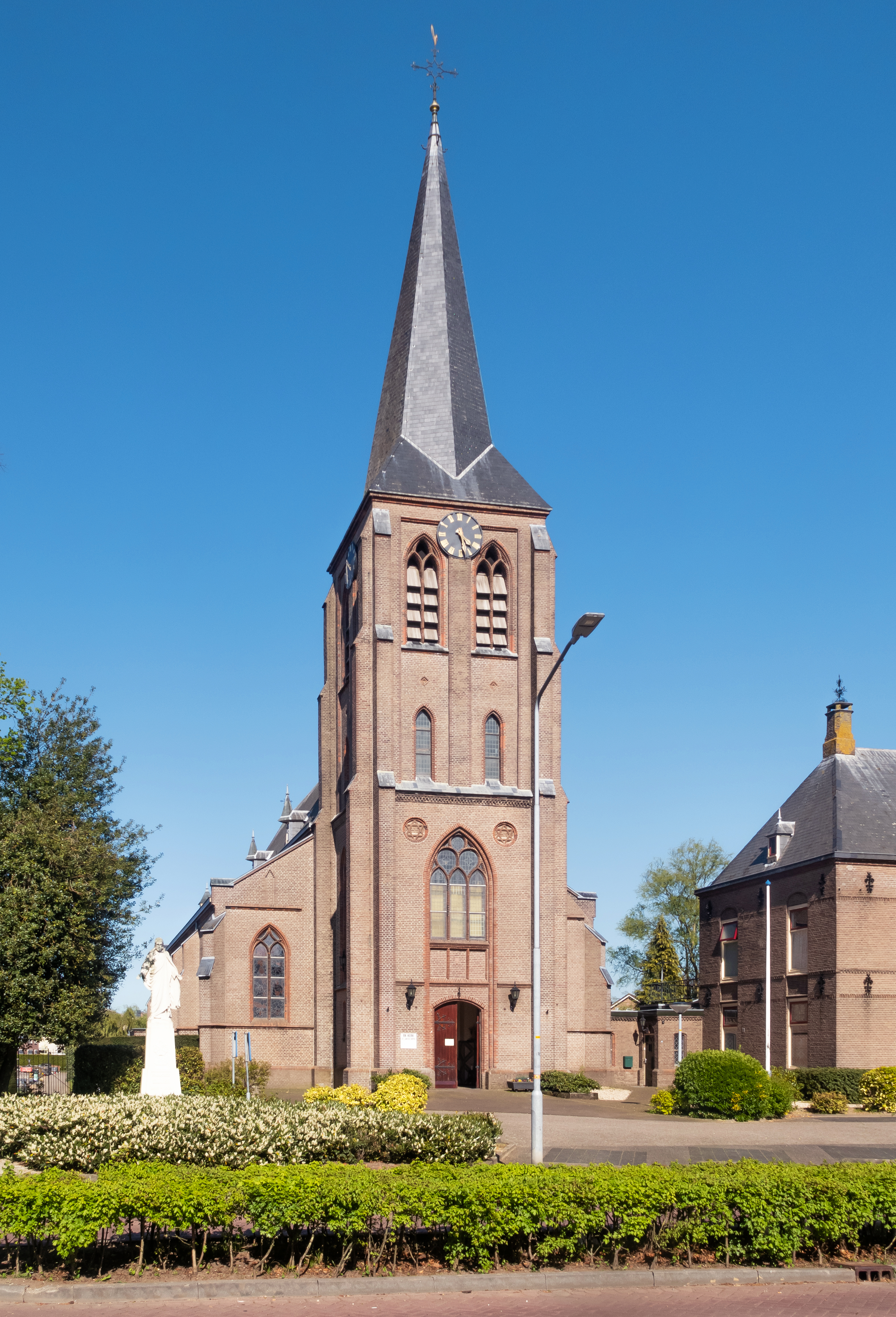
Kilder, Johannes de Doperkerk
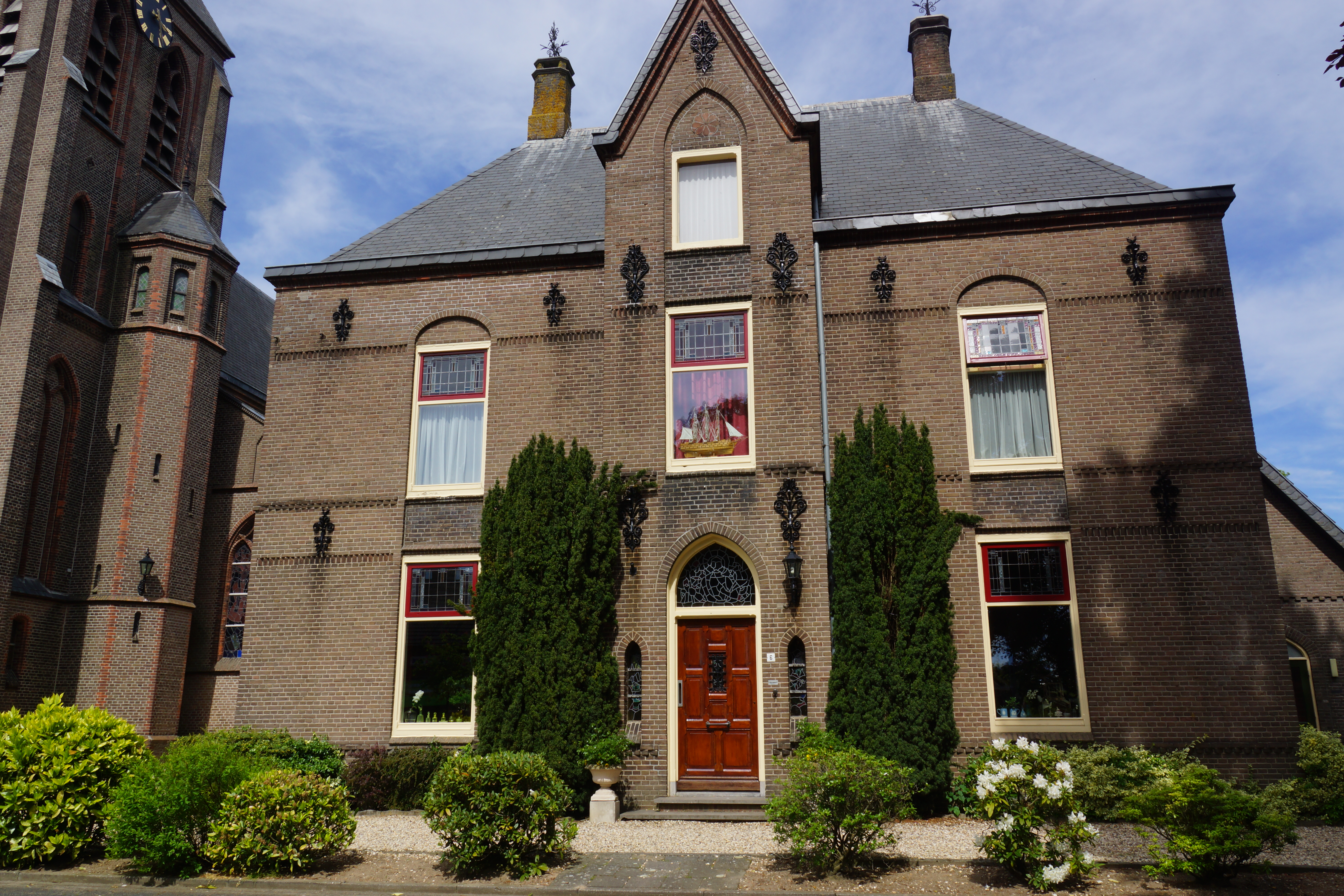
Kilder, r.k. pastorie

### Overige bezienswaardigheden

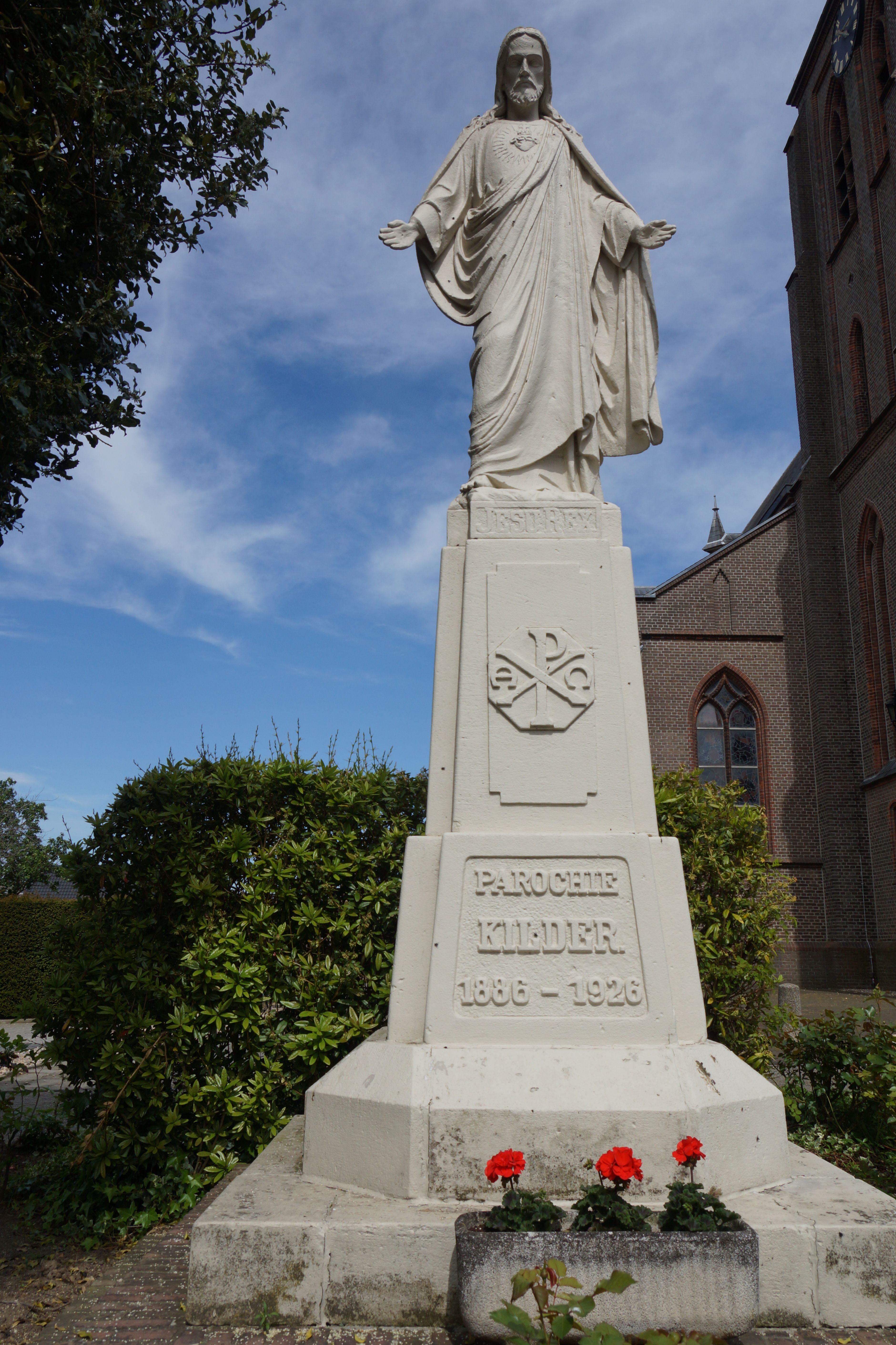
Heilig hartbeeld bij de St. Jan de Doperkerk
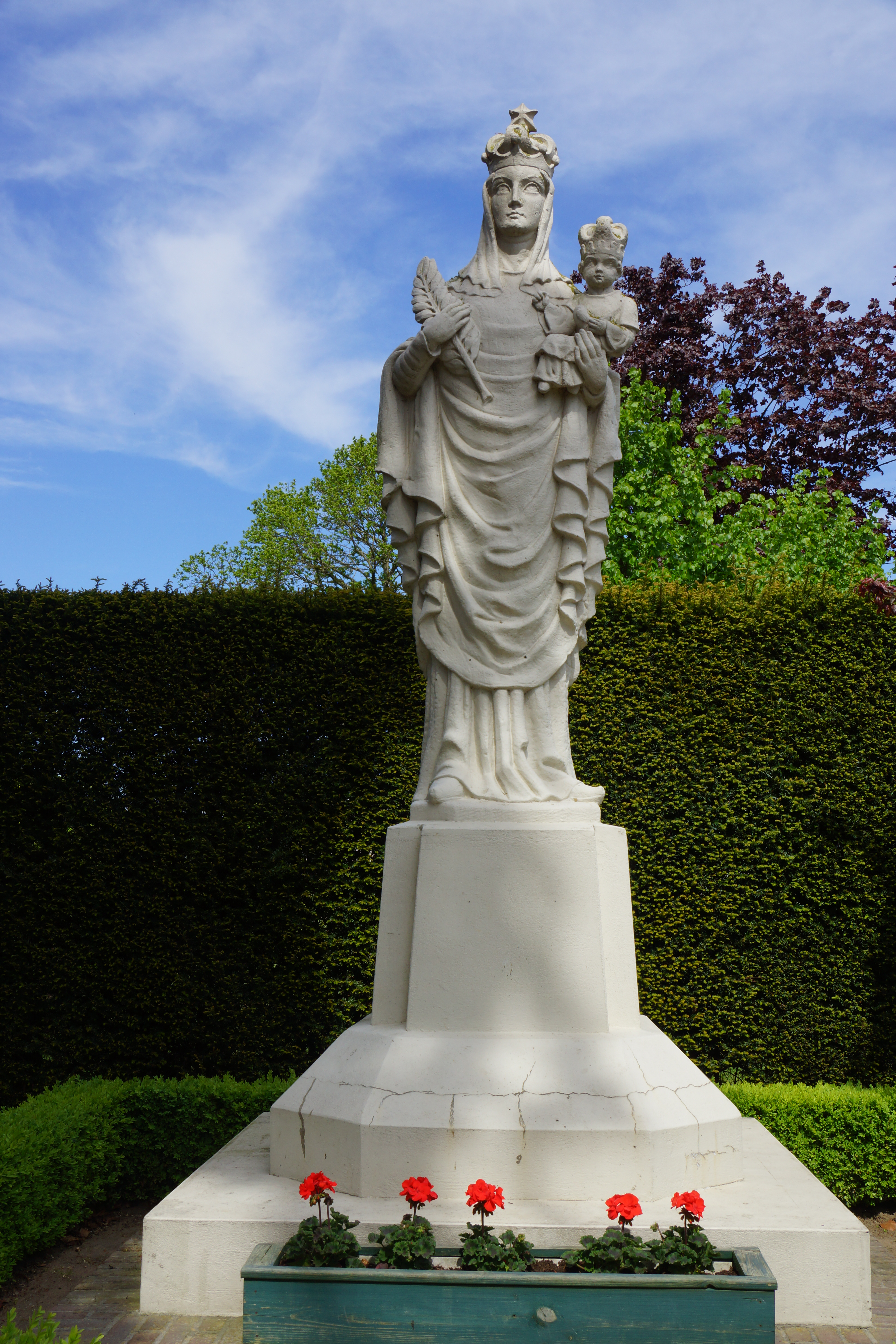
Mariabeeld bij de St. Jan de Doperkerk
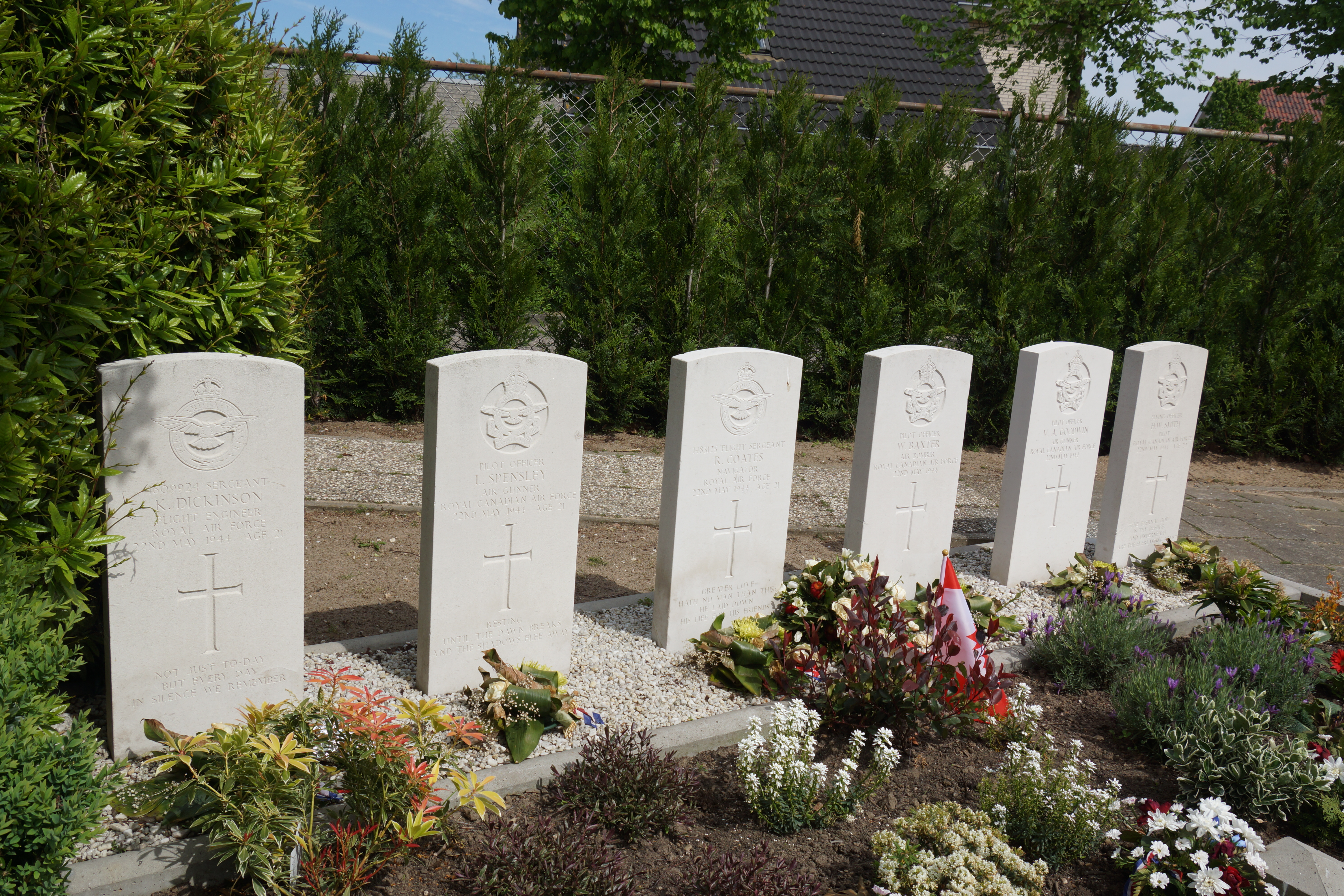
Kilder, oorlogsgraven r.k. kerkhof
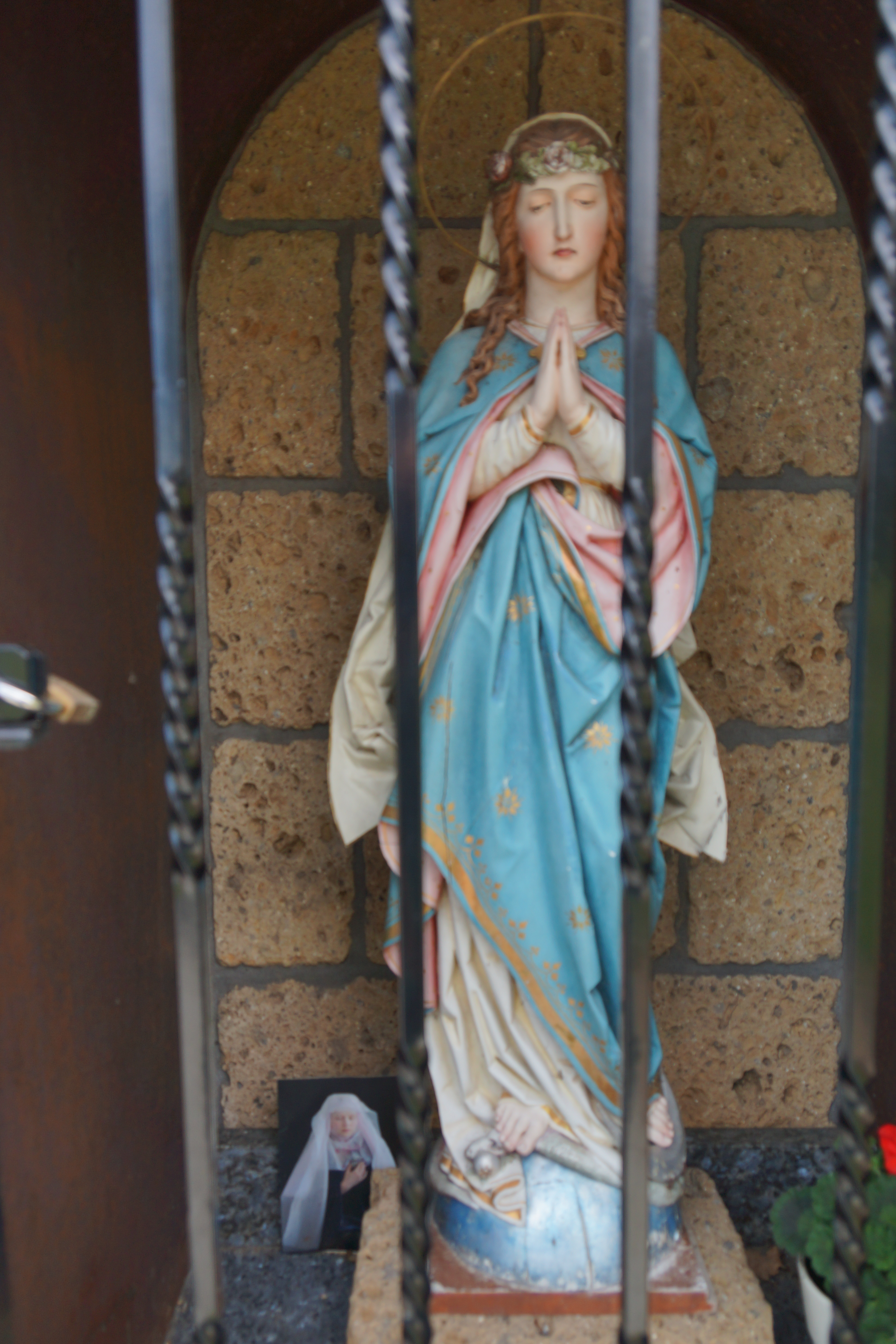
Kilder, Mariakapel achter de r.k. kerk

## Verenigingsleven
- Muziekvereniging - Sint Jan
- Schutterij - Sint Jan Kilder
- Sportvereniging - s.v. Wilskracht
- Toneelvereniging - Vrolijk
- Voetbalclub - SV Kilder
- Carnavalsvereniging - De Dolbotters